# 오스만 제국 내 민족주의의 부상
오스만 제국 내 서방 세계의 내셔널리즘 개념이 부상하면서 결국 오스만 밀레트 시스템이 붕괴되었다. 밀레트 시스템의 이전 종교 공동체 개념과 다른 민족 개념은 오스만 제국의 쇠퇴에 주요 요인이었다.

## 배경
오스만 제국에서는 이슬람교가 공식 종교였으며, 신도들은 모든 권리를 가졌고, 비무슬림은 제한되었다. 비무슬림 (딤미) 민족종교집단 법률 집단은 "민족"을 의미하는 다른 밀레트로 식별되었다.
내셔널리즘 사상은 19세기에 유럽에서 등장했으며, 당시 발칸반도의 대부분은 여전히 오스만 제국의 지배를 받고 있었다. 세르브인과 그리스인을 시작으로, 나중에는 몬테네그로인과 불가리아인으로 확산된 오스만 제국의 기독교 민족들은 세르비아 혁명 (1804–17)과 그리스 독립 전쟁 (1821–29)을 시작으로 일련의 무장 봉기를 통해 자치권을 요구하기 시작했으며, 이로 인해 세르비아 공국과 그리스 제1공화국이 수립되었다. 오스만 제국에서 민족주의 이데올로기 하에 싸운 첫 번째 봉기는 세르비아 혁명이었다. 이후 몬테네그로 공국은 몬테네그로의 세속화와 그라호바츠 전투를 통해 수립되었다. 불가리아 공국은 불가리아 민족 부흥, 그리고 그에 따른 불가리아인의 민족 각성, 불가리아 총대주교청의 설립, 1876년 4월 봉기, 러시아-튀르크 전쟁 (1877년~1878년)의 과정을 통해 수립되었다.
20세기 초 청년 튀르크당 운동의 급진적 요소들은 19세기 오스만 개혁가들의 실패로 인해 환멸을 느꼈는데, 이들은 유럽 팽창주의의 진전이나 발칸반도에서 민족주의 운동의 확산을 막지 못했다. 이러한 감정은 케말주의자들도 공유했다. 이 집단들은 개혁 세대의 근본 원칙이었던 이티하디 아나수르("민족 요소의 단결") 사상을 버리고 튀르키예 민족주의의 기치를 들기로 결정했다.
마이클 헥터는 오스만 제국에서 민족주의의 부상은 이전에 더 큰 자율성을 가졌던 인구에 대해 더 직접적이고 중앙집권적인 통치 형태를 확립하려는 오스만 제국의 시도에 대한 반발의 결과라고 주장한다.

## 알바니아인
1877~78년 러시아-튀르크 전쟁은 발칸반도에서 오스만 제국의 힘에 결정적인 타격을 입혔고, 제국은 마케도니아 (지역)와 알바니아인이 거주하는 지역에 대한 불확실한 지배만을 유지하게 되었다. 알바니아인들이 자신들이 거주하는 땅이 몬테네그로, 세르비아, 불가리아, 그리스 사이에 분할될 것을 두려워하면서 알바니아 민족주의의 부상이 가속화되었다. 알바니아인들은 자신들의 알바니아 민족성을 확인하고자 했다. 전쟁 후 첫 번째 조약인 1878년 3월 3일에 체결된 산스테파노 조약은 알바니아인이 거주하는 땅을 세르비아, 몬테네그로, 불가리아에 할양했다. 알바니아 운동은 주로 세금과 중앙 정책에 반대하는 것이었다. 그러나 산스테파노 조약과 함께 운동은 민족주의적인 성격을 띠게 되었다. 오스트리아-헝가리와 영국은 이 협정이 러시아에게 발칸반도에서 지배적인 위치를 부여하여 유럽 세력 균형을 깨뜨린다는 이유로 이를 저지했다. 분쟁 해결을 위한 평화 회의는 그해 말 베를린에서 개최되었으며, 이는 베를린 회의로 알려져 있다. 베를린 회의가 개막한 지 일주일도 채 되지 않아 모든 알바니아인을 대표하여 비콘스필드 경에게 비망록이 전달되었다. 이 비망록이 영국에 전달된 이유는 알바니아인들이 아직 오스만 제국의 지배하에 있었기 때문에 자신들을 대표할 수 없었기 때문이다. 영국이 알바니아인들을 대표하기에 가장 좋은 위치에 있었던 또 다른 이유는 영국이 튀르키예 제국을 대체하기를 원하지 않았기 때문이다. 이 비망록은 알바니아인에게 속한 땅을 정의하고 독립적인 알바니아를 창설하는 것이 목표였다.

## 아랍인

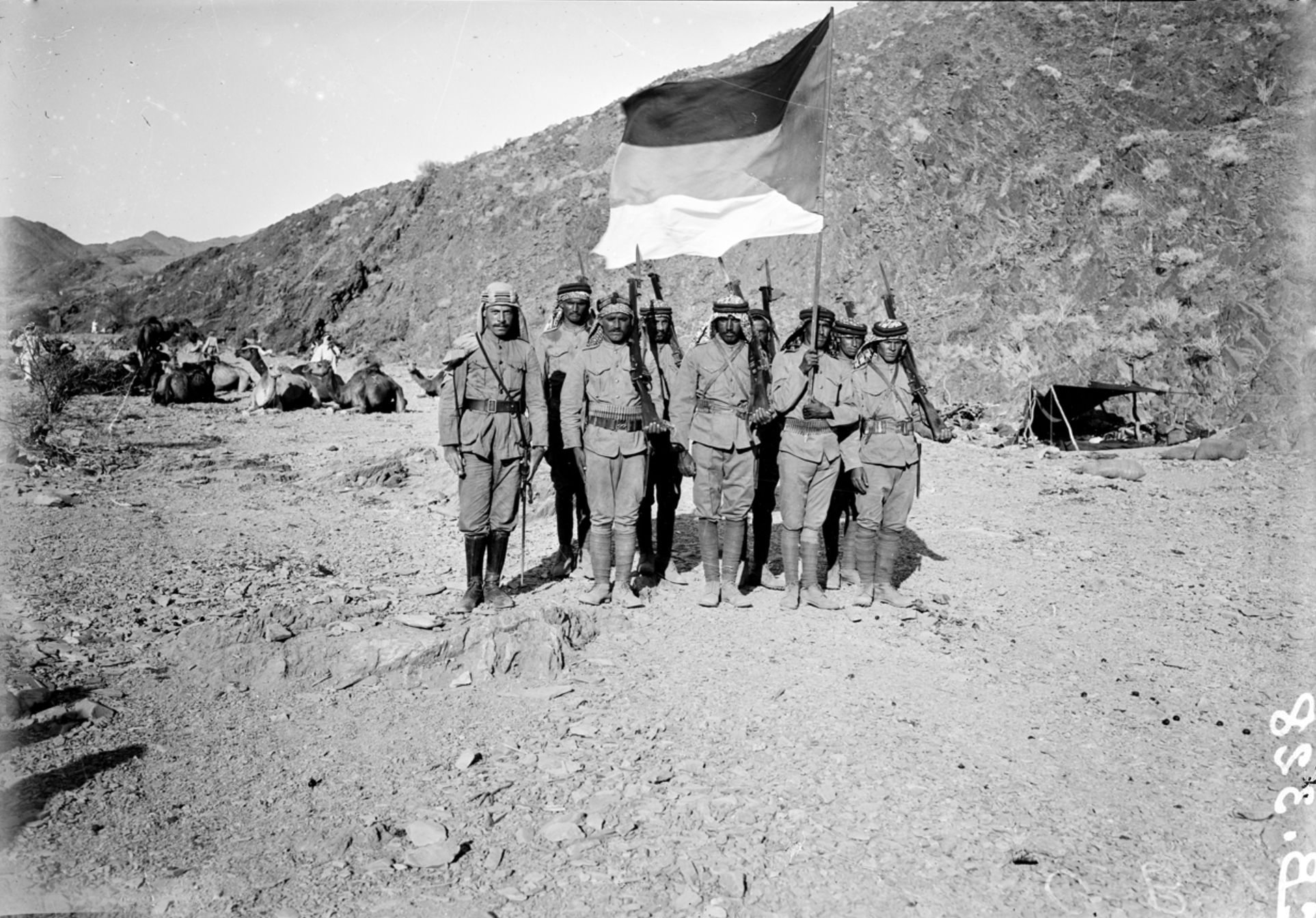
1916~1918년 아랍 반란 당시 메카의 샤리프 병사들이 아랍 깃발을 들고 있다.

아랍 민족주의는 20세기에 부상한 내셔널리즘 이데올로기이다. 이는 모로코에서 아라비아 반도에 이르는 민족들이 공통된 언어, 문화, 역사적 유산으로 단결되어 있다는 전제에 기반한다. 범아랍주의는 단일 아랍 국가의 창설을 요구하는 관련 개념이지만, 모든 아랍 민족주의자가 범아랍주의자는 아니다. 19세기에 서구의 영향에 대한 반응으로 급진적인 변화가 일어났다. 이 계층 구조에 대한 도전으로 제국의 여러 지역에서 무슬림과 기독교인 사이에 갈등이 폭발했다. 이는 20세기 내내 제국의 후계 국가들에서 민족주의적, 종교적 수사를 크게 고취시킨 긴장의 시작을 알렸다.
아랍 부족 혈통 주장과 쿠란에 잘 나타난 고전 아랍어의 지속성으로 강조된 아랍 부족 연대 (아사비야) 감정은 이슬람의 부상 이래로 아랍인들 사이에 막연한 아랍 정체성 감각을 보존했다. 그러나 이 현상은 19세기 말까지 정치적 발현이 없었으며 (18세기 아라비아의 와하비 운동은 종교-부족 운동이었고, "아랍"이라는 용어는 주로 아라비아 주민과 유목민을 묘사하는 데 사용되었다) 이 시기에 아랍 문학의 부흥에 이어 오스만 제국의 시리아 지방인 시리아와 레바논에서 아랍 문화 정체성에 대한 논의와 시리아의 더 큰 자치권 요구가 뒤따랐다. 그러나 이 운동은 거의 전적으로 특정 아랍 기독교인에 국한되었고, 지지도가 낮았다. 1908년 튀르키예에서 청년 튀르크 혁명 이후, 이러한 요구는 일부 시리아 및 레바논 무슬림 아랍인과 다양한 공개 또는 비밀 단체들(1912년 살림 알리 살람이 이끄는 베이루트 개혁 협회; 1912년 오스만 행정 분권당; 1909년 알-카흐타니야; 1911년 알파타트; 1912년 알-아흐드)에 의해 채택되었으며, 오스만 아랍 지방의 자주권부터 독립에 이르는 요구를 진전시키기 위해 결성되었다. 이 단체들 중 일부 회원들은 알-파타트의 요청으로 1913년 아랍 회의를 파리 (프랑스)에서 결성하여 원하는 개혁을 논의했다.

## 아르메니아인
탄지마트 개혁이 확립될 때까지 아르메니아 밀레트는 '민족' 지도자인 아르메니아 사도교회의 감독을 받았다. 아르메니아 밀레트는 자체 법률을 제정하고 세금을 징수 및 분배하는 등 많은 권력을 가지고 있었다. 탄지마트 시기에는 일련의 헌법 개혁이 오스만 제국과 아르메니아인들에게 제한적인 현대화를 제공했다. 1856년의 "개혁 칙령"은 민족과 신앙에 관계없이 모든 오스만 시민에게 평등을 약속했으며, 1839년 귈하네 칙령의 범위를 넓혔다.
아르메니아인의 민족 각성에 대처하기 위해 오스만 제국은 점차 아르메니아인 및 기타 기독교 시민들에게 더 많은 권리를 부여했다. 1863년 아르메니아 민족 헌법은 "아르메니아 지식인"이 초안한 150개 조항으로 구성된 "규칙 강령"의 오스만 승인 형태였으며, 이는 아르메니아 총대주교와 새로 설립된 "아르메니아 민족 의회"의 권한을 정의했다. 개혁주의 시대는 1876년 11월 23일에 공포된 청년 오스만인 회원들이 작성한 1876년 오스만 헌법으로 절정에 달했다. 이는 신앙의 자유와 법 앞의 모든 시민의 평등을 확립했다. 아르메니아 민족 의회는 아르메니아 사회의 정치적 계층 발전을 통해 아르메니아 귀족의 귀족적 지배를 없애기 위해 "정부 내 통치"를 형성했다.

## 아로마니아인
별도의 아로마니아 정체성은 19세기까지 발전되지 않았으며, 발칸반도의 민족 운동의 부상에 영향을 받았다. 그 전까지 아로마니아인들은 동방정교 신자로서 다른 민족 집단과 함께 "로마인"(그리스어로 로마이오이, 동로마 제국 또는 비잔티움 제국 이후)이라는 더 넓은 민족종교집단에 포함되었으며, 오스만 제국 시대에는 별도의 룸 밀레트를 형성했다. 룸 밀레트는 그리스가 지배하는 콘스탄티노폴리스 총대주교청의 수장으로 있었으며, 그리스어는 17세기부터 19세기까지 발칸 정교회 기독교인들 사이에서 링구아 프랑카로 사용되었다. 결과적으로 부유하고 도시화된 아로마니아인들은 문화적으로 헬레니즘화되었고 그리스어와 문화 확산에 중요한 역할을 했다. 실제로 아로마니아어로 쓰여진 첫 번째 책은 그리스 문자로 쓰여졌으며 아로마니아어 사용자들 사이에 그리스어를 확산시키는 것을 목표로 했다.
그러나 19세기 초에는 아로마니아어의 독특한 라틴어 파생 특성이 일련의 문법서와 언어 책자를 통해 연구되기 시작했다. 1815년, 부다페스트의 아로마니아인들은 전례에서 자신들의 언어를 사용할 허가를 요청했지만, 지역 대주교에 의해 거부되었다.
그러나 별도의 아로마니아 민족 의식의 확립은 아로마니아 상류층이 주변의 지배적인 민족에 흡수되어 자신들의 민족적 목표를 지지하는 경향 때문에 방해를 받았다. 그들은 숙주 민족과 너무 동일시되어 발칸 민족 역사서에서는 아로마니아인들을 "최고의 알바니아인", "최고의 그리스인", "최고의 불가리아인"으로 묘사하며, 연구자들은 그들을 "카멜레온 같은 발칸인"이라고 부르게 되었다. 결과적으로 많은 아로마니아인들이 발칸 민족의 근대사에서 중요한 역할을 했다. 혁명가 피투 굴리, 그리스 총리 이오안니스 콜레티스, 그리스 거물 게오르기오스 아베로프, 그리스 국방부 장관 에반겔로스 아베로프, 세르비아 총리 블라단 조르제비치, 콘스탄티노폴리스 총대주교 아테나고라스 1세, 루마니아 대주교 안드레이 샤구나 등이 그 예이다.
독립적인 루마니아와 1860년대 루마니아 정교회의 독립 교회 설립에 따라, 아로마니아인들은 루마니아 민족 운동의 영향 아래 점차 들어오기 시작했다. 그리스 교회는 격렬하게 반대했지만, 루마니아인들은 남부 발칸반도에 광범위한 국가 지원 문화 및 교육 네트워크를 설립했다. 첫 번째 루마니아 학교는 1864년 아로마니아인 디미트리 아타나세스쿠에 의해 설립되었으며, 20세기 초에는 100개의 루마니아 교회와 4,000명의 학생과 300명의 교사가 있는 106개의 학교가 있었다. 결과적으로 아로마니아인들은 두 가지 주요 파벌로 나뉘었는데, 하나는 친그리스 파벌이고 다른 하나는 친루마니아 파벌이었으며, 소규모 파벌은 오로지 아로마니아인 정체성에만 초점을 맞췄다.
열강, 특히 오스트리아-헝가리의 지원을 받아, "아로마니아-루마니아 운동"은 1905년 5월 22일 오스만 제국에 의해 아로마니아인들이 별도의 밀레트 (울라흐 밀레트)로 인정받으면서 절정에 달했으며, 이에 따라 자신들의 언어로 예배와 교육의 자유를 얻었다. 그럼에도 불구하고, 아로마니아인들의 높은 동화율 때문에 이는 독자적인 아로마니아 민족 정체성 형성으로 이어지기에는 너무 늦었다. 실제로 구스타프 바이간트가 1897년에 언급했듯이, 대부분의 아로마니아인들은 자신들의 민족 운동에 대해 무관심했을 뿐만 아니라 적극적으로 적대적이었다.

## 아시리아인
오스만 제국의 밀레트 제도 아래에서 아시리아 민족의 각 종파는 각자의 총대주교에 의해 대표되었다. 동방교회 종파 아래에서 총대주교는 밀레트의 세속적 지도자였으며, 그 아래에 여러 명의 "말리크"가 있어 각 부족을 통치했다.
현대 아시리아 민족주의의 부상은 아슈르 유시프, 나움 파이크, 파리드 나자와 같은 지식인들과 함께 시작되었으며, 이들은 야고보파, 네스토리우스파, 칼데아파 종파를 아우르는 통일된 아시리아 민족을 위해 노력했다.

## 보스니아인
오스만 술탄들은 주로 국경 전쟁으로 인한 심각한 문제들을 해결하기 위해 19세기 초 다양한 경제 개혁을 시도했다. 그러나 이러한 개혁들은 보통 보스니아 군대의 저항에 부딪혔다. 이 봉기들 중 가장 유명한 것은 1831년 후세인 그라다슈체비치 대위의 봉기였다. 그라다슈체비치는 세르비아, 그리스, 알바니아의 동부 지역에 자치권을 부여하는 것이 보스니아 국가와 보스니아 민족의 입지를 약화시킬 것이라고 느꼈다. 오스만 제국이 보스니아 두 지방을 빼앗아 세르브인에게 우호적인 선물로 주면서 상황은 더욱 악화되었다. 격분한 그라다슈체비치는 이 지방에서 대규모 반란을 일으켰고, 대위의 현명함과 용기를 믿는 수천 명의 보스니아 토착 병사들이 합류하여 그를 보스니아의 용 (즈마이 오드 보스네)이라고 불렀다. 여러 주목할 만한 승리, 특히 유명한 코소보 전투 (1831)에서 승리했음에도 불구하고, 반군들은 1832년 사라예보 근처 전투에서 헤르체고비나 귀족들이 술탄을 지지하며 교착 상태를 깨뜨린 후 결국 패배했다. 후세인 대위는 다시는 나라에 들어갈 수 없게 되었고, 결국 이스탄불에서 독살당했다. 보스니아 헤르체고비나는 1878년까지 오스만 제국의 일부로 남아있었다. 오스트리아-헝가리에 의해 공식적으로 점령되기 전, 이 지역은 몇 달 동안 사실상 독립 상태였다. 후세인 그라다슈체비치 운동의 목표는 보스니아의 현상 유지를 유지하는 것이었다. 현대적인 의미의 보스니아인 민족주의는 오스트리아-헝가리 제국의 지배하에 부상할 것이다.

## 불가리아인

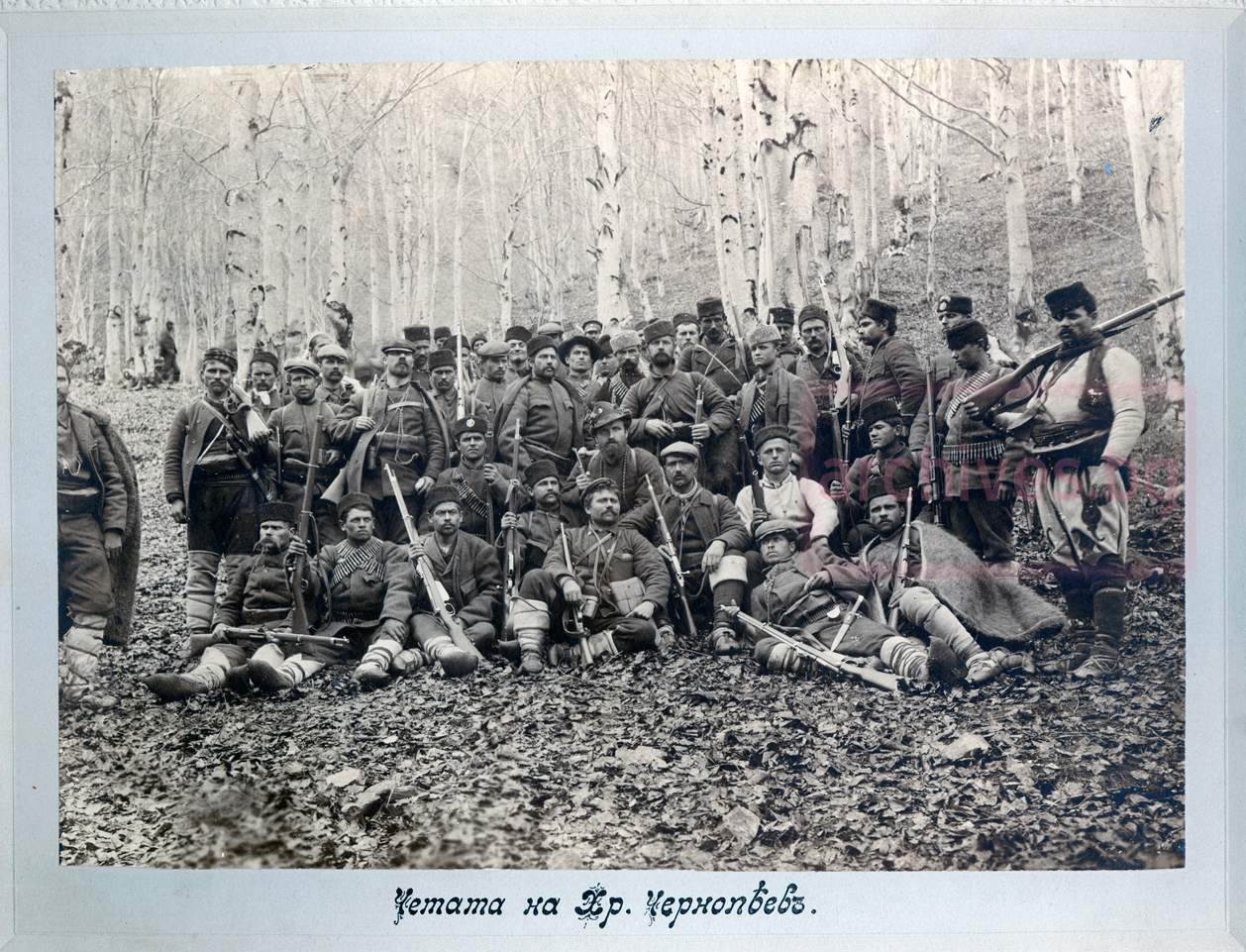
흐리스토 체르노페예프의 밴드 (1903년), 3월 31일 사건 중 콘스탄티노폴리스로 행진에 참여할 예정이었다.

불가리아에서 민족 의식의 부상은 불가리아 부흥 운동으로 이어졌다. 그리스나 세르비아와 달리 불가리아의 민족주의 운동은 처음부터 오스만 제국에 대한 무장 저항에 집중하지 않고 문화 및 종교적 자율성을 위한 평화로운 투쟁에 집중했으며, 그 결과 1870년 2월 28일 불가리아 총대주교청이 설립되었다. 대규모 무장 투쟁 운동은 1870년대 초 내부 혁명 기구와 불가리아 혁명 중앙 위원회의 설립, 그리고 바실 레프스키의 두 조직에 대한 적극적인 참여와 함께 시작되었다. 이 투쟁은 1876년 4월 모에시아, 트라키아, 마케도니아의 여러 불가리아 지구에서 발생한 4월 봉기로 절정에 달했다. 봉기의 가혹한 진압과 민간인에 대한 잔학 행위는 불가리아인의 독립 욕구를 증가시켰다. 또한 이는 유럽에서 불가리아의 공포로 알려지면서 엄청난 분노를 일으켰다. 결과적으로 1876~1877년 콘스탄티노폴리스 회의, 일명 조선소 회의에서 유럽 정치가들은 일련의 개혁을 제안했다. 러시아는 술탄이 조건에 동의하지 않으면 키프로스를 위협했다. 그러나 술탄은 그 조건이 너무 가혹하다고 거부했고, 러시아는 전쟁을 선포했다. 전쟁 중에 불가리아 자원군은 (불가리아어로 오풀첸치) 러시아군과 함께 싸웠다. 그들은 특히 시프카 고개 전투에서 특별한 공훈을 세웠다. 전쟁이 끝난 후 러시아와 튀르키예는 술탄으로부터 불가리아의 자치권을 부여하는 산스테파노 조약을 체결했다. 1878년에 체결된 베를린 조약 (1878년)은 산스테파노 조약을 본질적으로 무효화했다. 대신 불가리아는 두 개의 주로 나뉘었다. 북부 주는 정치적 자치권을 부여받아 불가리아 공국이라고 불렸고, 남부 주 동루멜리아는 술탄의 직접적인 정치적 군사적 통제하에 놓였다.

## 그리스인

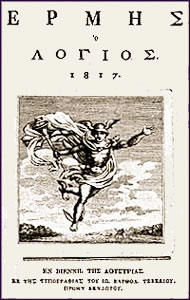
18세기와 19세기 그리스 문학 잡지인 헤르메스 오 로기오스

동로마 제국의 쇠퇴와 함께 그리스 문화, 문학, 언어의 탁월한 역할이 더욱 분명해졌다. 13세기 이후 제국의 영토가 엄격하게 그리스어를 사용하는 지역으로 축소되면서, 이미 약화된 옛 다민족 전통은 의식적인 그리스 민족 의식으로 바뀌었고, 헬레니즘 문화에 대한 관심이 더욱 커졌다. 비잔티움인들은 자신들을 더 이상 단순히 로마인 (로마이오이)이라고 부르지 않고 그리스인 (헬레네스)이라고 부르기 시작했다. 제국의 정치적 소멸과 함께, 그리스 정교회와 그리스 식민화 및 이민 지역의 그리스어 사용 공동체는 고대 그리스의 과거와 로마 제국에 뿌리를 둔 비잔티움 제국 유산의 이데올로기를 통해 학교 교육을 통해 이러한 정체성을 계속해서 육성했다.
오스만 제국 내에서 교육받고 특권을 가진 그리스인들의 지위는 17세기와 18세기에 향상되었다. 제국이 더욱 안정되고 유럽 강대국에 비해 뒤처지고 있음을 깨닫기 시작하면서, 오스만 제국은 대다수의 오스만 인구가 부족했던 학문적, 행정적, 기술적, 재정적 기술을 가진 그리스인들을 점점 더 많이 고용했다. 그리스인들은 제국의 번역가, 금융가, 의사, 학자의 대다수를 차지했다. 1600년대 후반부터 그리스인들은 오스만 국가의 최고위직 중 일부를 채우기 시작했다. 콘스탄티노폴리스의 파나르 지구에 살던 부유한 그리스인 계층인 파나리오테스는 점점 더 강력해졌다. 상인이나 외교관으로서 서유럽의 다른 지역으로의 여행은 그들을 계몽주의의 진보적인 사상, 특히 자유주의, 급진주의, 내셔널리즘과 접촉하게 했고, 현대 그리스 민족주의 운동이 성숙한 곳은 바로 파나리오테스 사이였다. 그러나 그리스 민족주의의 지배적인 형태 (후에 메갈리 이데아로 발전함)는 제국 비잔티움 복원의 메시아적 이데올로기였는데, 이는 특히 프랑크 문화를 경멸했고, 정교회의 후원을 받았다.
민족주의 사상은 오스만 제국에 도달하기 훨씬 전에 유럽에서 발전하기 시작했다. 민족주의가 오스만인에게 미친 첫 번째 영향 중 일부는 그리스 독립 전쟁과 관련이 깊었다. 이 전쟁은 오스만 제국의 술탄에 대한 봉기로 시작되었다. 당시 알바니아 출신 용병이었던 무함마드 알리는 이집트를 매우 성공적으로 통치하고 있었다. 그의 가장 큰 프로젝트 중 하나는 징집된 농민으로 이루어진 현대적인 군대를 만드는 것이었다. 술탄은 그에게 그리스로 군대를 이끌고 이 봉기들을 진압하라고 명령했다. 당시 민족주의는 유럽에서 확립된 개념이 되었고, 특정 그리스 지식인들은 순수 그리스 국가의 사상을 받아들이기 시작했다. 대부분의 유럽은 이 개념을 크게 지지했는데, 부분적으로는 고대 그리스 신화에 대한 사상이 서구 세계에서 크게 낭만화되고 있었기 때문이다. 당시 혁명기의 그리스는 유럽의 시각과는 매우 달랐지만, 대부분은 이 개념에 맹목적으로 지지했다.
무함마드 알리는 그리스 침공에 동의하는 자신만의 동기가 있었다. 술탄은 알리에게 크레타 총독으로 임명하겠다고 약속했으며, 이는 알리의 지위를 높일 것이었다. 알리의 군대는 처음에는 기독교 반란을 진압하는 데 상당한 성공을 거두었지만, 얼마 지나지 않아 유럽 열강이 개입했다. 그들은 그리스 민족주의를 지지하며 알리의 군대와 나머지 오스만 군대를 그리스에서 몰아냈다.
그리스 민족주의의 사례는 오스만인에게 이 개념을 소개하는 주요 요인이었다. 그리스에서의 실패로 인해 오스만인들은 민족주의에 찬성하는 서구의 변화를 인정할 수밖에 없었다. 그 결과는 오스만 제국이 외세에 함락되는 것을 피하기 위해 현대화를 시도했던 방어적 개발주의 시기의 시작이 될 것이다. 이로부터 발전하는 민족주의 사상은 오스만주의라고 불리며, 제국에 많은 정치적, 법적, 사회적 변화를 초래할 것이다.
- 1821년 독립 그리스를 세우기 위한 그리스 혁명이 루마니아 땅에서 발발했으며, 몰다비아와 문테니아 공작들의 잠시 지원을 받았다.
- 1814년 오데사에서 필리키 에테리아라는 그리스 비밀 민족주의 조직이 결성되었다. 1821년 율리우스력 3월 25일(현재 그리스 독립기념일)/그레고리력 1821년 4월 6일 파트라의 정교회 대주교 게르마노스가 민족 봉기를 선포했다.[33][34] 마케도니아, 크레타, 키프로스를 포함한 그리스 전역에서 동시 봉기가 계획되었다. 봉기는 1821년 3월 에타이리스트 지도자인 알렉산드로스 입실란티스가 소규모 병력과 함께 프루트강을 건너 튀르키예 지배하의 몰다비아로 진입하면서 시작되었다. 초기 기습 공격으로 유리한 위치를 점한 그리스인들은 펠로폰네소스와 일부 다른 지역을 해방하는 데 성공했다.

## 쿠르드인
이드리스가 도입한 행정 체제는 러시아-튀르크 전쟁 (1828년~1829년)이 끝날 때까지 변함이 없었다. 그러나 쿠르드족은 수도에서 멀리 떨어진 나라와 오스만 제국의 쇠퇴로 인해 영향력과 권력이 크게 증가하여 서쪽으로 앙카라까지 퍼져 나갔다.
전쟁 후 쿠르드족은 오스만 제국의 통제에서 벗어나려 했고, 1834년 베디르칸 씨족 봉기 이후 이들을 진압할 필요가 생겼다. 이는 레시드 파샤가 수행했다. 주요 도시에는 강력한 주둔군이 배치되었고, 많은 쿠르드족 베이들은 튀르키예 총독으로 교체되었다. 1843년 베드르 칸 베이의 봉기는 강력하게 진압되었고, 크림 전쟁 이후 튀르키예인들은 이 지역에 대한 통제력을 강화했다.
오스만 제국은 유럽 국가들의 도전에 직면하여 자원과 인구에 대한 더 직접적인 권위를 갖기 위한 중앙집권화 캠페인을 시작했다. 현재 지즈레에 있는 보흐탄 공국, 일명 지지라 보흐탄의 쿠르드 자치권을 무너뜨린 후, 술탄은 이 지역이 이제 더 관리하기 쉽고 오스만 제국의 통제하에 들어올 것이라고 기대했다. 그러나 정반대였다. 제국은 지역 기관의 부족과 이를 적극적으로 만들지 않음으로 인해 어떤 권위도 얻지 못했다. 대신, 미르를 제거하고 지역 권력 구조를 해체함으로써 이 지역은 더욱 혼란스러워졌다. 지역 부족들은 이러한 상황을 이용하여 자신들의 이익을 추구했다. 이스탄불을 직접적으로 대적할 수 없었던 러시아 제국의 아나톨리아 고원 진출은 기회를 제공했다.
이때까지 오스만 제국에서 쿠르드족의 반란은 민족주의의 일부로 여겨지지 않고, 지역 지도자들이 영향력을 키우려는 시도로 간주되었다. 이는 주로 18세기 후반 러시아-튀르키예 분쟁에 셰이크 우베이둘라와 압둘레자크 베디르 칸이 개입하면서 바뀌었다.
술탄은 하미디예 연대를 설치하여 쿠르드 지역에 대한 영향력을 행사하려 했다. 지휘관들은 술탄에 대한 충성도를 바탕으로 선발되었고, 여러 특권을 부여받았는데, 주로 민병대를 구성할 권리였고, 이러한 부족 지도자들에게 새로운 통치 엘리트 계층을 만들기를 희망하며 칭호, 무기, 돈을 선물했다. 쿠르드족 인구 사이에서 지식과 행동주의의 부상은 이러한 새로운 엘리트 계층에 대한 비판을 가져왔다. 술탄 압둘하미트 2세의 가장 잘 알려진 반대자들 중 일부는 보흐탄 미르의 후손으로, 이러한 정책이 쿠르드족의 발전과 복지를 저해한다고 주장했다. 그들은 현대 교육 개혁을 요구했다. 낙시반디 셰이흐 베디우자만 사이드 쿠르디는 심지어 이스탄불로 가서 술탄에게 쿠르드 지역의 교육 필요성을 역설했다.
러시아-튀르크 전쟁 (1877년~1878년)에 이어 1880~1881년 셰이크 오바이둘라가 오스만 제국의 보호 하에 독립된 쿠르드 공국을 세우려는 시도가 있었다. 이 시도는 처음에는 러시아의 종주권 아래 아르메니아 국가 창설 계획에 대한 반발로 오스만 정부에 의해 장려되었으나, 오바이둘라가 페르시아를 침공한 후 여러 상황으로 인해 중앙 정부가 최고 권위를 재확립하면서 무산되었다. 1828~1829년 러시아-튀르키예 전쟁 전까지는 쿠르드족과 아르메니아인 사이에 적대적인 감정이 거의 없었으며, 1877~1878년에도 양 민족의 산악인들은 비교적 잘 공존했다.
1891년 아르메니아 위원회의 활동은 오스만 정부가 잘 무장된 쿠르드족 비정규군 기병대를 양성하여 쿠르드족의 입지를 강화하도록 유도했고, 이는 술탄 압뒬하미트 2세의 이름을 따서 하미디예라고 불렸다. 사소한 소요가 끊임없이 발생했고, 곧이어 1894~1896년 사순 및 기타 지역에서 아르메니아인 학살이 발생했으며, 쿠르드족이 적극적으로 참여했다. 민족주의 아르메니아인들처럼 일부 쿠르드족도 쿠르드 국가를 세우는 것을 목표로 했다.
늦은 오스만 제국 시대 쿠르드 민족주의의 주요 발전은 1898년 카이로에서 창간된 "쿠르디스탄" 신문이었다. 이 신문은 쿠르드 문화 및 민족주의 사상을 전파하고 쿠르드족을 통일하며 민족 의식을 고취하는 것을 목표로 했다. 또한 1908년 청년 튀르크 운동의 성공으로 제국 내 많은 소수 민족들은 초기에는 자신들의 정치 조직을 만들 수 있도록 허용되었다. 주목할 만한 쿠르드 조직으로는 쿠르드 협력 진보 사회 (KTTC), 헤와, 그리고 쿠르디스탄 부흥 사회 (SAK)가 있었다. 이 단체들은 쿠르드 민족주의를 위한 교육받은 엘리트의 성장을 촉진했다. 그러나 대다수의 쿠르드족은 이러한 열망을 지지하지 않았는데, 많은 부족 지도자들이 이를 자신들의 권위에 대한 위협으로 보았기 때문이다.

## 유대인

### 초기 오스만 제국
오스만의 메흐메트 2세 술탄은 특정 지역의 랍비로 하캄 바쉬를 세웠고, 콘스탄티노폴리스의 하캄 바쉬가 가장 강력했다.
1492년, 술탄 바예지드 2세는 오스만 지방의 총독들에게 유대인 이민을 환영하고 친절하게 대하라고 명령했다. 이 명령은 알람브라 칙령에 대한 응답으로, 이 칙령은 이베리아반도에서 유대인을 추방하라고 명령했다. 이로 인해 많은 유대인 난민이 발생했으며, 오스만 유대인들이 누리는 높은 자유 수준 덕분에 많은 이들이 오스만 영토로 이민을 원했다. 1492년 한 해에만 약 6만 명의 유대인이 오스만 제국으로 이주했다.
오스만 제국은 1516년 맘루크 술탄국으로부터 팔레스타인을 점령했지만, 이 기간 동안 "팔레스타인"이라는 독립적인 실체는 없었다. 이 지역에는 모든 아브라함 종교에 대한 종교적 중요성과 주요 성지로 인해 지속적으로 유대인 인구가 존재했다. 알리야, 즉 팔레스타인으로의 유대인 이민은 주로 차르 시대 러시아에서 발생한 포그롬에 의해 촉발된 1882년의 제1차 알리야와 함께 가속화되었다.

### 시온주의 운동

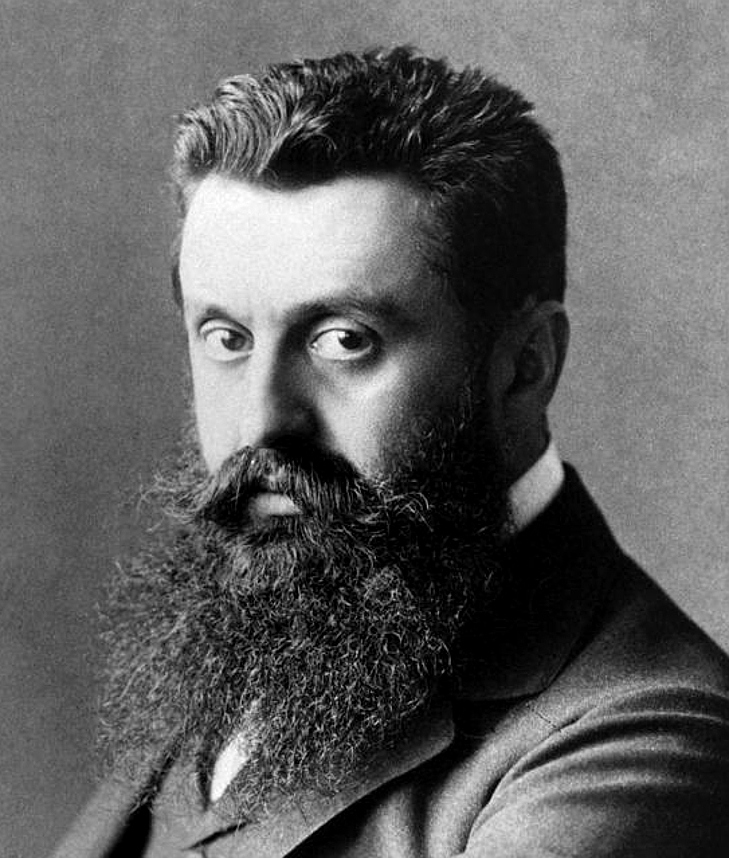
시온주의 운동의 초기 지도자 테오도어 헤르츨

오스만 제국이 유대인에게 안전한 공간이 된 반면, 유럽 일부 지역에서는 유대인에 대한 폭력과 반유대주의가 증가했다. 19세기 후반 동유럽 전역에서 유대인에 대한 폭력적인 봉기가 일어났고, 유대인의 시민권은 극도로 제한되었다.
시온주의는 국제적인 유대인 정치 운동이다. 오스만 제국 밖에서 시작되었지만, 시온주의는 유대인을 민족적 실체로 간주하고 그 실체를 보존하고자 한다. 이는 주로 약속의 땅에 유대인 민족의 고향을 만드는 데 초점을 맞추었으며, (이 목표를 달성한 후) 현대 이스라엘 국가에 대한 지지로 계속된다.
그 기원은 더 오래되었지만, 이 운동은 19세기 후반 오스트리아-헝가리 유대인 언론인 테오도어 헤르츨의 참여 이후 더욱 조직화되고 당시 제국주의 강대국과 긴밀하게 연결되었다. 헤르츨은 종종 시온주의 운동의 아버지로 불린다. 그는 세계 시온주의 기구를 창설하고 1897년에 제1차 시온주의 회의를 소집했다. 이 운동은 결국 1948년 이스라엘을 세계 최초이자 유일한 현대 유대 국가로 수립하는 데 성공했다. "디아스포라 내셔널리즘"으로 묘사되지만, 지지자들은 이를 유대 민족의 자결권을 목표로 하는 민족 해방 운동으로 간주한다.
시온주의 운동의 목표는 팔레스타인에 유대인 고향을 건설하려는 열망으로 발전했다. 운동 초기에는 유대인 자치권을 달성하기 위한 최선의 방법에 대해 여러 경쟁적인 이론들이 있었다. 유대 영토 기구는 인기 있는 제안을 대표했다. 이 조직은 팔레스타인 외에 유대인 정착을 위한 장소를 찾는 것을 지지했다.
비영토 자치는 또 다른 인기 있는 이론이었다. 이는 집단이 자신들의 국가 없이 스스로를 통치할 수 있도록 허용하는 원칙이었다. 오스만 제국의 밀레트 제도는 이를 허용했으며, 정교회 기독교인, 아르메니아인, 심지어 유대인도 사용했다. 이는 유대인에게 오스만 제국 내에서 상당한 입법 및 통치 권한을 부여했다. 유대인은 오스만 제국에서 무슬림과 같은 사회 계층에 있지 않았지만, 그들은 '책의 백성'으로 여겨졌기 때문에 여전히 많은 보호를 누렸다. 이러한 상대적인 자율성은 많은 유대인 사상과 관습의 형성을 가능하게 했고, 공통된 정체성을 증가시켰다.
시온주의 운동의 목표가 커지면서, 오스만 제국에 이미 살고 있던 많은 유대인들은 자신들의 상대적인 자율성을 팔레스타인 정착에 활용하기를 원했다. 결국, 팔레스타인을 의도된 고향으로 삼는 시온주의 형태가 경쟁 이론들 사이에서 우세했다. 팔레스타인은 이 지역의 종교적, 역사적 중요성 때문에 선택되었다. 또한, 오스만 제국의 쇠퇴하는 권력과 재정적 어려움은 기회로 여겨졌다. 부유하고 강력한 유대인들은 자신들의 아이디어를 실행에 옮기기 시작했다.

### 팔레스타인 유대인 정착
같이 보기: 제1차 알리야, 제2차 알리야
헤르츨은 유대-오스만 토지 회사를 설립했다. 이 회사의 목표는 오스만 제국과의 정치적 채널을 통해 유대인 정착을 위해 팔레스타인의 토지를 취득하는 것이었다. 헤르츨은 반복적으로 이스탄불을 방문하여 오스만 관리들과 협상 및 회의를 가졌다. 1901년, 헤르츨은 술탄 압둘 하미드와 회의를 가졌고, 자신이 유대인 신용에 접근할 수 있으며 오스만 제국이 부채를 갚는 데 도움을 줄 수 있다고 암시했다. 이 회사는 처음에는 성공적이었으나, 결국 아랍인과 정부의 반대에 부딪혔다.

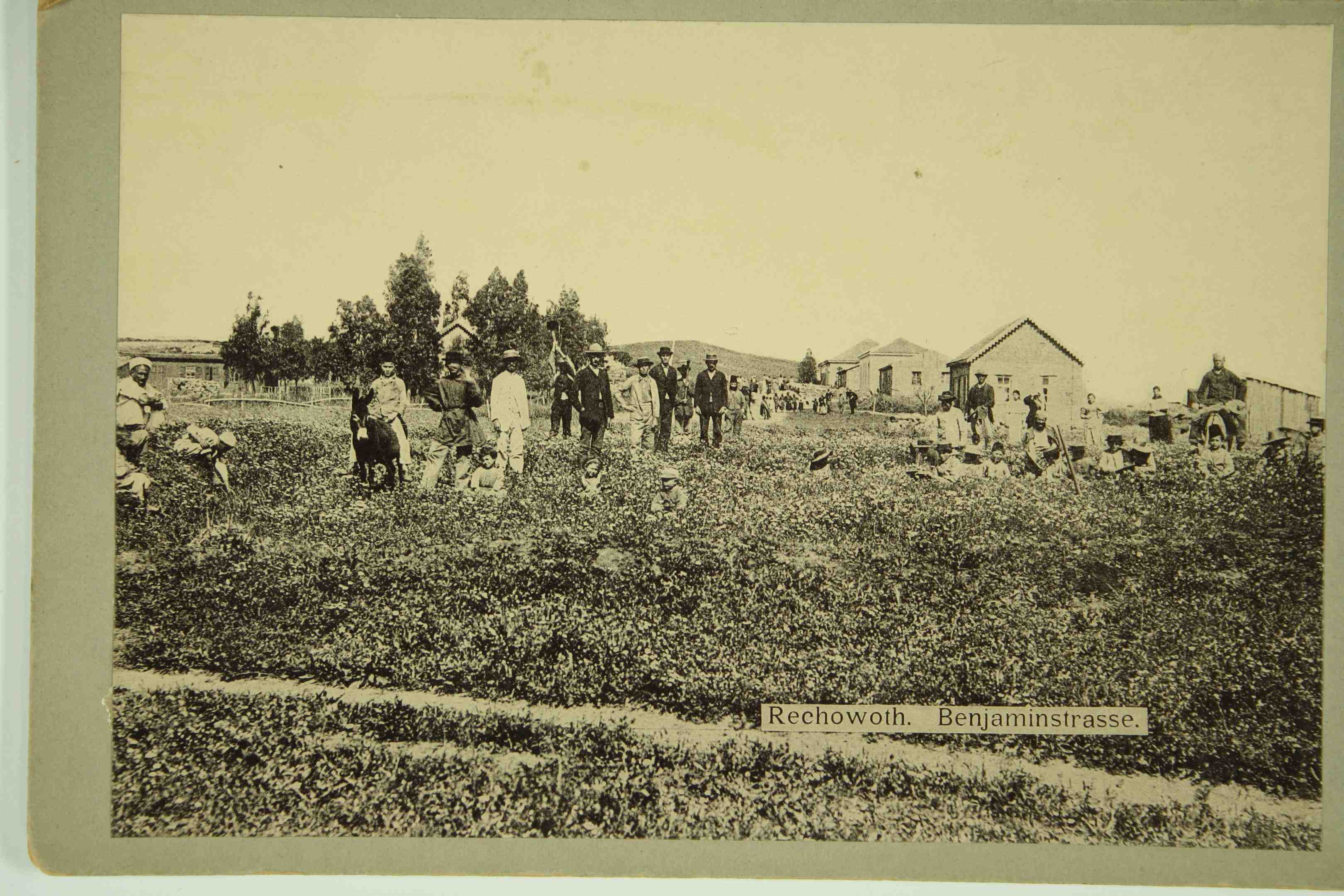
제1차 알리야 당시 유대인 정착민들

유대 민족 기금도 비슷하게 기능했다. 이는 팔레스타인 토지 구매를 위한 기금이었다. 1921년까지 이 기금으로 팔레스타인에서 약 25,000에이커의 토지가 구매되었다. 유대인들의 팔레스타인 이민은 4단계 또는 알리야 기간 동안 이루어졌다. 첫 번째 알리야는 1881년부터 1903년 사이에 일어났으며, 약 25,000명이 이민했다. 두 번째 알리야는 1904년부터 1914년 사이에 일어났으며, 약 35,000명의 유대인이 이민했다.
이스라엘 내 유대인 인구와 유대인 토지 증가는 유대인 국가 정체성 형성을 더욱 촉진했다. 팔레스타인 내 유대인 인구와 재산 소유가 증가함에 따라 지지와 후원도 계속 증가했다. 그러나 다른 집단, 특히 무슬림 아랍인과의 긴장도 심화되었다. 아랍인들은 이 지역으로의 대규모 유대인 이민과 재정적 관심을 위협적으로 여겼다.

### 히브리어 부흥
이 운동의 일부는 히브리어의 부활을 포함했다. 히브리어는 전통적으로 이스라엘인들이 사용했지만, 서기 200년경에는 구어로서 사라진 것으로 추정된다. 그러나 유대인들은 글쓰기와 기도 목적으로 이 언어를 계속 사용했다. 시온주의 운동의 초기 구성원인 엘리에제르 벤 예후다는 1881년에 오스만 지배하의 팔레스타인으로 이민했다. 벤 예후다는 히브리어의 현대적 발전은 시온주의와 연결되지 않으면 실현 불가능하다고 믿었다. 히브리어는 팔레스타인 유대인 공동체에서 빠르게 받아들여졌고 유대인 정체성의 일부가 되었다.

### 팔레스타인 외부
팔레스타인 외의 오스만 제국 지역에도 상당한 유대인 인구가 있었다. 이라크, 튀니지, 튀르키예, 그리스, 이집트 모두 크고 강력한 유대인 인구를 보유하고 있었다. 이들 인구의 대부분은 수천 년 전 성경 시대로 거슬러 올라가는 가계를 이 지역에서 추적할 수 있었다.

#### 튀르키예
부르사는 1324년 오스만 제국에 의해 정복되었을 때 유대인 인구가 있었던 첫 번째 도시 중 하나였다. 유대인 주민들은 오스만군을 도왔고, 그들은 도시로 돌아오는 것이 허락되었다. 오스만 제국은 이후 유대인들에게 일정 수준의 자율성을 부여했다. 이러한 초기 상호 작용은 오스만 통치 기간 내내 오스만-유대인 상호 작용의 기준을 설정하는 데 도움이 되었다.
이스탄불은 빠르게 근동 유대인들의 문화 중심지가 되었다. 유대인들은 의학 분야와 같은 고숙련 분야에서 번성할 수 있었다. 이러한 사회적 지위 상승은 더 많은 자유와 유대인 정체성을 공고히 할 수 있는 능력을 가져왔다.

#### 이라크
1258년 몽골군의 바그다드 공방전은 바그다드의 폐허와 아바스 왕조의 종말을 가져왔다. 바그다드는 인구가 줄어들었고 많은 생존자들이 떠나 다른 곳으로 이주했다. 1534년 오스만 제국은 페르시아로부터 바그다드를 점령했다. 바그다드에는 몽골군의 습격 이전부터 강한 유대인 인구가 없었다. 당시 메소포타미아 주변의 작고 고립된 지역에는 많은 유대인 공동체가 존재했다. 그러나 오스만 제국이 점령한 후 바그다드에서 유대인 인구의 부활이 보였다. 쿠르디스탄, 시리아, 페르시아 출신 유대인들이 바그다드로 다시 이주하기 시작했다. 츠비 예후다는 이를 "신 바빌론 디아스포라"라고 부른다. 이라크의 유대인 인구와 세력은 다음 세기에도 계속 증가했다. 1900년에는 약 5만 명의 유대인이 바그다드에 거주하여 전체 인구의 거의 4분의 1을 차지했다. 유대인들은 이라크의 삶과 문화에서 매우 중요한 역할을 했다. 이라크의 초대 재무장관인 사순 에스켈조차 유대인이었다. 바그다드와 다른 이라크 도시들은 오스만 통치 기간 내내 유대인 문화 및 종교 중심지 역할을 할 수 있었다. 이러한 자유와 자율성은 강력한 민족적 유대인 이데올로기의 발전에 도움이 되었다.

#### 시리아
시리아의 유대인 뿌리는 성경 시대로 거슬러 올라가며, 로마 통치 이후로 강력한 유대인 공동체가 이 지역에 존재해 왔다. 1492년 알람브라 칙령 이후 많은 유대인 정착민들이 시리아로 유입되었다. 알레포와 다마스쿠스는 두 주요 중심지였다. 쿠르드족 도시인 카미슐리도 인기 있는 목적지가 되었다. 티베리아스에서 쓰여진 히브리어 성경 사본인 알레포 코덱스는 오스만 통치 기간 약 600년 동안 알레포 중앙 시나고그에 보관되어 있었다. 이 시나고그는 일부 사람들에 의해 기원전 1000년경 다윗 왕의 조카이자 장군인 요압 벤 제루이아에 의해 처음 건설된 것으로 믿어졌다. 시나고그의 비문은 서기 834년으로 거슬러 올라간다. 스페인과 이탈리아 유대인들의 시리아로의 대규모 이주는 이미 국내에 있던 유대인 집단 간의 긴장을 야기했다. 이러한 긴장은 관습과 언어의 차이로 인해 발생했다. 많은 새로운 주민들은 특히 스페인어를 포함하여 다른 언어를 사용했다. 그러나 세대가 지나면서 스페인과 이탈리아 정착민의 후손들은 이러한 언어를 점점 덜 사용하기 시작했다. 유대인들은 오스만 통치 기간 동안 시리아에서 지위와 권력이 계속 상승했다. 많은 기독교인들은 급증하는 유대인 계급에 대해 분노를 품어 두 집단 간의 관계가 좋지 않았다.

#### 그리스
살로니카, 즉 테살로니키는 "발칸의 예루살렘", "이스라엘의 어머니", "세파르딤 대도시"로 알려진 주요 유대인 중심지였으며, 세파르딤과 아슈케나지 유대인 모두에게 피난처 역할을 했다. 많은 세파르딤 유대인들이 1492년 이베리아 반도에서 추방된 후 테살로니키로 왔다. 방대한 세파르딤 이민은 테살로니키가 다양한 유대인 사상의 중심지가 되도록 허용했다. 이러한 대규모 유대인 존재와 발전은 유대인 번영의 강력한 민족적 상징으로 작용했다. 테살로니키의 유대인들은 지중해 횡단 무역 네트워크의 항구로서 전략적이고 중요한 위치를 누렸다. 19세기와 20세기의 테살로니키는 일반적으로 "황금 시대"로 불리며, 특히 유대인 주민들에게 그러했다. 테살로니키가 누린 성공과 번영은 유대인 국가의 예시이자 그 개념이 성공할 것이라는 증거로 사용되기 시작했다.

### 시나고그

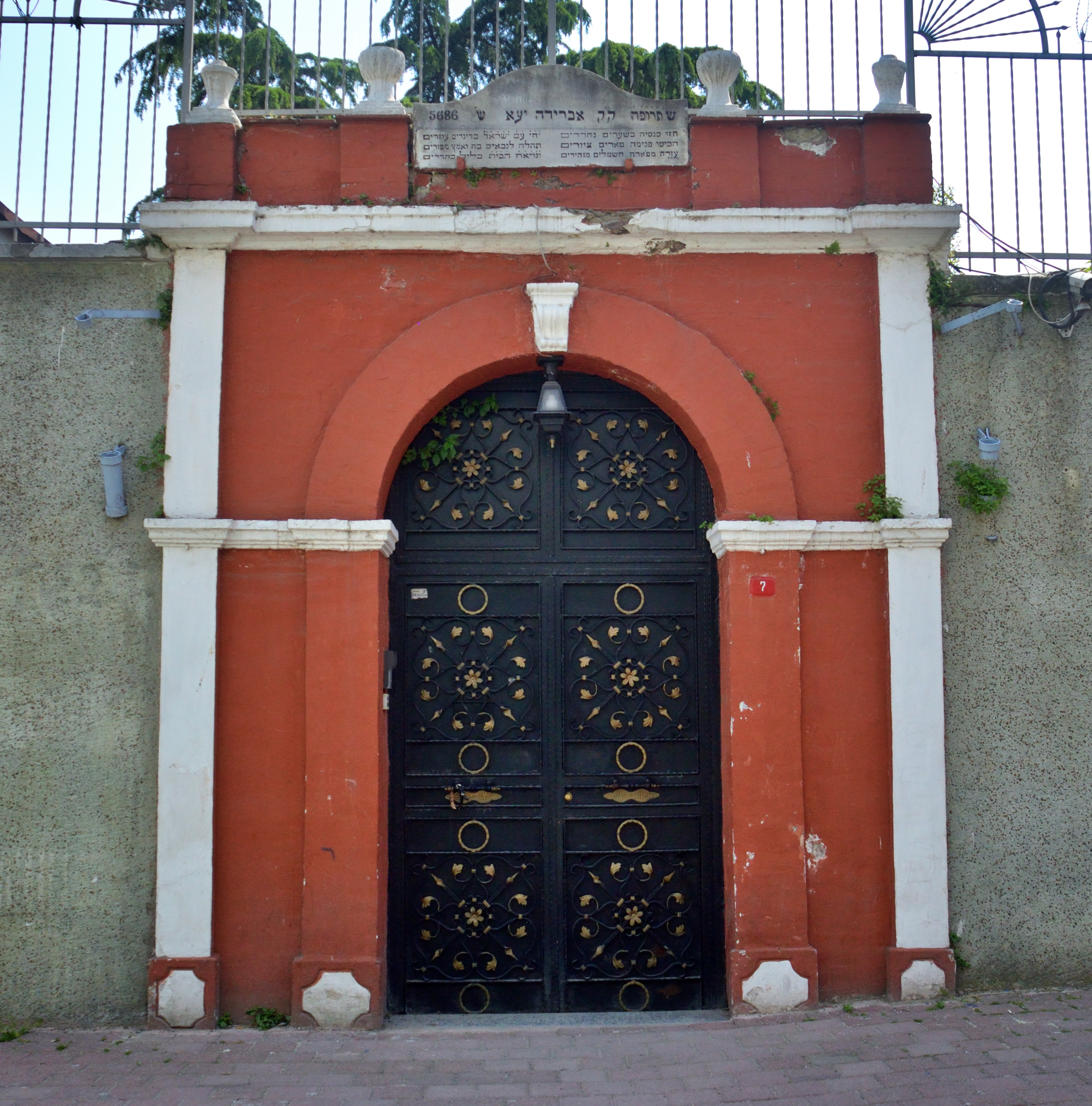
아흐리다 시나고그

종교를 기반으로 하는 민족적 유대인 정체성을 형성하는 중요한 측면은 시나고그 건설이었다. 유대인 예배당은 유대인들이 함께 예배를 드리고 그들의 사상과 신념을 공유할 수 있도록 했다. 오스만 통치 기간 동안 많은 시나고그가 건설되거나 재건되었다. 베트 야코브 시나고그는 1878년 이스탄불에 건설되었다. 이스탄불의 아흐리다 시나고그는 1430년대 이스탄불에 건설된 매우 주목할 만한 시나고그이다. 이 시나고그는 이스탄불의 과거 활기찬 유대인 지역이었던 발라트 지역에 위치해 있다. 이 시나고그들은 각 공동체 내에서 문화 센터 역할을 할 수 있었다.

## 마케도니아인
마케도니아인들의 민족 각성은 19세기 후반에 시작되었다고 할 수 있다. 이때는 베오그라드, 소피아, 테살로니키, 상트페테르부르크의 일부 지식인 집단에서 민족주의의 첫 표현이 나타난 시기이다. "마케도니아 문제"는 1912~1913년 발칸 전쟁과 이후 오스만 마케도니아가 세 인접 기독교 국가로 분할되고, 그 소유권을 둘러싼 긴장이 뒤따르면서 특히 두드러졌다. 각국은 자신들의 주장을 정당화하기 위해 주민들의 충성심을 '설득'하려고 노력했다. 마케도니아주의 사상은 제1차 세계 대전 이후 유고슬라비아 왕국과 불가리아 왕국 내 좌파 디아스포라 모두에서 중요성이 커졌으며, 코민테른의 지지를 받았다.

## 몬테네그로인
공국은 1852년 3월 13일 다닐로 1세 페트로비치네고시가 이전에 블라디카 다닐로 2세로 알려져 있었으며, 주교후로서의 교직을 포기하고 결혼하기로 결정하면서 형성되었다. 몬테네그로의 첫 번째 헌법은 1855년 "다닐로 법전"으로 공포되었다. 수세기에 걸친 신정정치 이후, 이는 몬테네그로를 세속적인 공국으로 만들었다.
다닐로 1세의 형인 대공 미르코 페트로비치는 7,500명의 강력한 군대를 이끌고 1858년 5월 1일 그라호바츠에서 튀르키예군 (7,000명에서 13,000명 사이)에 대한 결정적인 승리를 거두었다. 튀르키예군은 패주했다. 이 승리는 열강이 몬테네그로와 오스만 튀르키예 간의 국경을 공식적으로 확정하도록 강요했고, 사실상 몬테네그로의 수세기 동안의 독립을 인정했다.

## 루마니아인

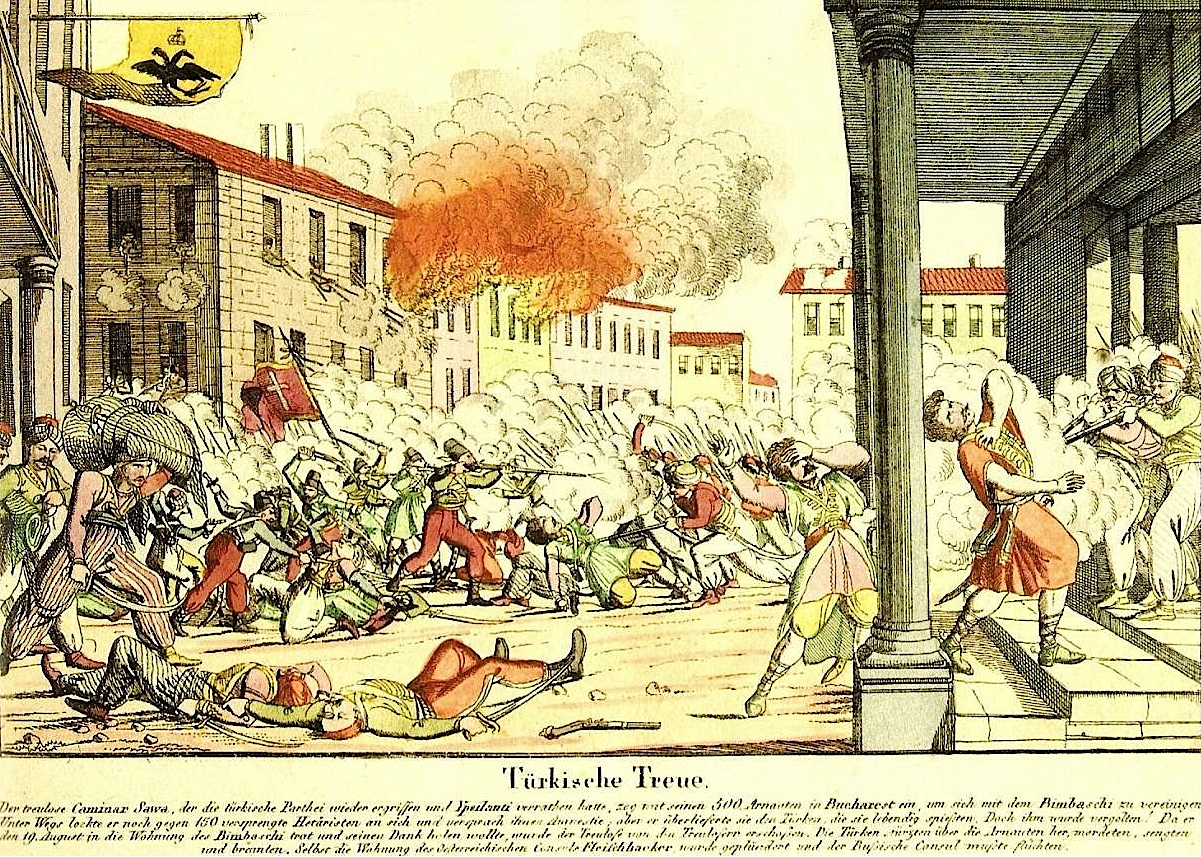
부쿠레슈티에서 오스만군과 에테리스트들 간의 전투

1821년 왈라키아 봉기는 반 파나리오테스 봉기로 시작되었지만, 그리스 필리키 에테리아의 개입으로 반란으로 확대되었다. 몰다비아 공국은 입실란티스가 점령했고, 왈라키아는 투도르 블라디미레스쿠가 장악했다. 후자가 그의 반군("판두르")에 대한 기강을 유지할 수 없었고 오스만군과 타협할 의사가 있었기 때문에, 오스만군이 저항 없이 부쿠레슈티를 탈환한 후 에테리아는 그를 체포했다. 그의 군대는 해산되었고, 오스만군이 다뉴브 공국에서 에테리스트들을 격파한 후 반란은 진압되었다. 자유를 얻는 데는 실패했지만, 이는 파나리오테스 시대를 종식시켰다. 오스만 술탄 마흐무트 2세는 1822년 이오안 스투르자와 그레고리 4세 기카 두 명의 토착 귀족을 몰다비아와 왈라키아의 호스포다르로 임명하는 것을 승인했다.
1848년에는 1848년 몰다비아 혁명과 1848년 왈라키아 혁명 모두에서 반란이 일어났다.

## 세르브인

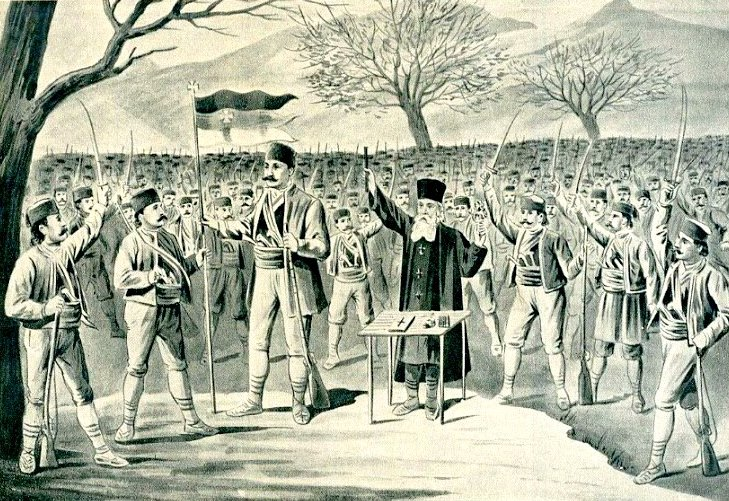
오라샤츠 의회 - 1804년 제1차 세르비아 봉기 시작.

세르비아 민족 운동은 오스만 통치에 대한 성공적인 민족 저항의 초기 사례 중 하나이다. 이는 19세기 초 두 차례의 대규모 봉기로 절정에 달했으며, 이는 민족 해방과 세르비아 공국의 수립으로 이어졌다. 이 운동의 주요 중심지 중 하나는 스메데레보 산자크 ("베오그라드 파샬루크")였으며, 이는 재건된 세르비아 민족 국가의 핵심이 되었다.
여러 요인이 그 부상에 기여했다. 무엇보다도 민족 정체성의 핵은 오스만 점령 기간 내내 어떤 형태로든 자율성을 유지했던 세르비아 정교회의 형태로 보존되었다. 정교회 기독교에 대한 충실성은 여전히 민족 자결의 중요한 요소로 간주된다. 세르비아 교회는 중세 세르비아의 과거와의 연계를 보존하여 민족 해방의 이념을 유지했다.
다른 요인들은 특히 17세기와 18세기 오스만 통치 기간 동안의 지역 정치적 사건에서 비롯된다. 오스만 제국에 대한 오스트리아 전쟁은 중앙세르비아에서 오스트리아 통치 기간을 초래했으며 (1718–39년 및 1788–92년), 따라서 19세기 초에는 비교적 최근에 유럽의 통치를 경험했다. 비록 북부 세르비아 영토가 베오그라드 조약에 따라 처음으로 오스만 통치로 복귀했지만, 이 지역은 18세기 내내 거의 끊임없는 분쟁을 겪었다. 그 결과, 오스만 제국은 베오그라드 파샬루크에 완전한 봉건 질서를 확립하지 못했으며, 작은 토지를 소유한 자유 농민이 인구의 대다수를 차지했다. 이는 주로 상류층과 하류층 사이의 직접적인 관계를 통해 이루어졌는데, 하류층은 보호를 대가로 봉사를 제공하는 경향이 더 강했다. 오스만 제국이 이 시스템을 베오그라드 파샬루크에 완전히 확립하지 않았기 때문에, 하류층에 속한 사람들, 주로 농민들은 작은 토지 지분에 대한 접근과 소유권을 가질 수 있었고, 이 농민들이 인구의 대부분을 차지했다. 나중에 밀로시 오브레노비치는 더 많은 농민들이 세르비아 영주보다 튀르키예 영주 아래에서 살고 일하면서 권력과 권위를 남용하여 더 많은 통제권을 장악하려 했다. 또한, 미래의 무장 반란 지도자들 대부분은 오스트리아 비정규군인 자유군단에서 복무하며 귀중한 군사 지식을 습득했다. 오스트리아 국경과의 근접성은 필요한 군사 물자를 얻을 기회를 제공했다. 세르비아 지도자들은 오스트리아 제국에서 상대적으로 번영하며 살고 있는 동료 세르브인들의 재정적, 물류적 지원도 기대할 수 있었다.
제1차 세르비아 봉기 (1804–13)의 즉각적인 원인은 권력을 장악한 탈주 예니체리 부대 (다히예)에 의한 지방의 잘못된 관리였다. 세르비아 인구는 처음에는 다히예에 대항하여 봉기했지만, 그들의 빠른 성공은 민족 해방에 대한 욕구를 부추겼고 전면전으로 이어졌다. 비록 성공적이지는 못했지만, 이 반란은 결국 성공한 1815년의 제2차 세르비아 봉기의 길을 열었다.
세르비아는 오스만 제국에 대한 저항의 중심지가 되었으며, 이웃한 세르브인 거주 지역, 특히 보스니아, 헤르체고비나, 마케도니아 (지역), 그리고 그리스와 같은 다른 기독교인 거주 지역의 해방 운동을 적극적으로 또는 비밀리에 지원했다. 이는 1875년 헤르체고비나 봉기와 세르비아-튀르크 전쟁 (1876–1878)으로 이어졌다. 1903년, 세르비아 체트니크 기구는 오스만 통치하의 코소보 빌라예트와 마케도니아 빌라예트 영토에 있던 옛 세르비아 (코소보와 바르다르 마케도니아)를 해방하기 위해 설립되었다. 세르비아-오스만 갈등은 1912년의 제1차 발칸 전쟁으로 절정에 달했다.

## 튀르키예인
범튀르크주의는 1839년 타타르족에 의해 설립된 투란 사회와 함께 부상했다. 그러나 튀르키예 민족주의는 1908년 튀르키예 사회와 함께 훨씬 늦게 발전했으며, 이는 나중에 튀르키예 아드로 확장되었고, 결국 범투란주의와 범튀르크주의와 같은 이데올로기를 포함하게 되었다. 오스만 제국의 해체와 함께, 발칸반도와 캅카스에 새로 수립된 국가들에서 주로 추방된 제국의 튀르키예인들은 무스타파 케말의 지도 아래 케말주의 이데올로기를 따라 새로운 민족 정체성을 형성했다.
튀르키예 혁명가들은 애국자들로서 튀르키예 민족 운동에 속했으며, 무드로스 휴전 협정 이후 제1차 세계 대전에 오스만 제국의 참여를 종식시킨 연합국과 오스만 정부에 의한 오스만 제국의 분할에 반대하여 반란을 일으켰다. 또한 1920년 오스만 정부가 서명하고 아나톨리아를 연합국과 그 지지자들 사이에 분할한 세브르 조약에도 반대했다.
아타튀르크의 지도 아래 튀르키예 혁명가들은 튀르키예 독립 전쟁 동안 연합국에 대항하여 아르메니아인 (아르메니아 제1공화국), 그리스인 (그리스), 프랑스 아르메니아 군단의 지원을 받았고, 프랑코-튀르키예 전쟁 동안 아르메니아 민병대가 동행했다. 튀르키예 혁명가들은 세브르 조약을 거부하고 로잔 조약을 협상했으며, 이는 튀르키예 공화국의 독립과 동트라키아 및 아나톨리아에 대한 절대적 주권을 인정했다.

## 여성의 역할
오스만 개혁은 국가 내부의 민족주의 부상과 유럽의 팽창에 맞서기 위해 시행되었다. 오스만 제국은 여성, 특히 고위층 여성에 대한 제약을 점차 강화했다. 여성들은 자유롭게 움직이거나 원하는 옷을 입을 수 없었다. 따라서 1839년 칙령과 1856년 칙령에 명시된 개혁 목표는 실제로는 오스만 제국 술탄의 남성 신민의 평등에만 초점을 맞춘 것이었다.
그러나 오스만 제국 말기에 여성들은 오스만 제국의 미래에 대한 논의에 더 많이 참여하게 되었다. 여성들이 사회에서 새로운 역할을 하기 시작하면서 성별 관계가 재검토되기 시작했다. 오스만 제국에서 민족주의에 대한 집중은 오스만 사회의 전체 구조를 변화시켰다. 오스만 제국의 우선순위 중 하나는 민족주의의 부상을 막고 러시아와 유럽에 의한 오스만 제국 영토 점령을 막기 위한 군사력 개발이었다. 남성과 여성의 동원은 제국을 정치적, 경제적으로 강화할 것이다. 여성들은 새로운 오스만 제국 세대를 양육하는 책임을 맡았다. 어머니들은 문화적 정체성을 만들고 유지했으며, 이는 현대화 노력에 도움이 될 것이다. 따라서 여성 교육 개선에 대한 요구가 있었다. 여성들의 새로운 역할은 여성들이 자신들의 권리를 주장할 길을 열어주었다. 그러나 오스만 제국 내의 다양한 민족종교집단들 때문에 여성 공동체 간에는 많은 차이가 있었다. 여성들은 공식적 및 비공식적인 의사소통 방식을 통해 자신들의 아이디어를 다른 민족종교집단으로 전파하기 위해 서로 접촉하려고 노력했다. 교육기관은 다른 민족종교집단에서의 발전에 대한 정보가 공유되는 공간이었다.
그럼에도 불구하고, 오스만 제국의 여성들은 춤을 추고 시위를 조직하는 능력과 같은 자신들의 권리와 자유를 획득했으며, 사업을 운영하고 재산을 소유할 수 있었기에 국가 경제에 필수적이었다는 점도 언급할 만하다. 오스만 제국의 여성들은 경제뿐만 아니라 종교 분야에서도 활발한 역할을 했으며, 사회적 소통에도 필수적이었다.
1917년, 오스만 가족법은 오스만 개혁의 일부였다. 일부 여성들은 이 개혁을 여성의 권리를 향상시키는 중요한 시점으로 보았다. 그러나 이는 오스만 제국의 페미니스트들에게는 어려웠는데, 그들은 이슬람의 역할을 의문시하고 싶지 않았고, 내셔널리즘 시대에 자신들의 전통을 바꾸고 싶지 않았기 때문이다. 여성들은 자신들에게 유리한 법적 개혁을 위해 노력했지만, 오스만 가족법은 여성의 권리 확대에 큰 변화를 가져오지 않았다. 시질 기록에 따르면, 여성들은 자신들의 역할을 바꾸고 여성의 권리를 늘리기 위한 시도로 샤리아 법정에서 활동했다. 샤리아 법정은 여성들에게 그들의 주체성을 높일 기회를 주었다.

## 같이 보기
- 유럽의 화약고
- 몬테네그로 주교후국